# 莱西尼
莱西尼（法語：Lésigny，法語發音：[leziɲi] ⓘ）是法国塞纳-马恩省的一个市镇，属于托尔西区。

## 地理
莱西尼（48°44'39"N, 2°36'57"E）面积10.13 平方千米，位于法国法蘭西島大區塞纳-马恩省，该省份为法国北部内陆省份，北起瓦兹省，西接埃松省、马恩河谷省、塞纳-圣但尼省和瓦兹河谷省，南至卢瓦雷省，东南接约讷省，东临马恩省和奥布省，东北接埃纳省。
与莱西尼接壤的市镇（或旧市镇、城区）包括：蓬托-孔博、塞尔翁、奥祖瓦尔-拉费里耶尔、布里地区拉克、桑特尼、费罗勒-阿蒂伊。

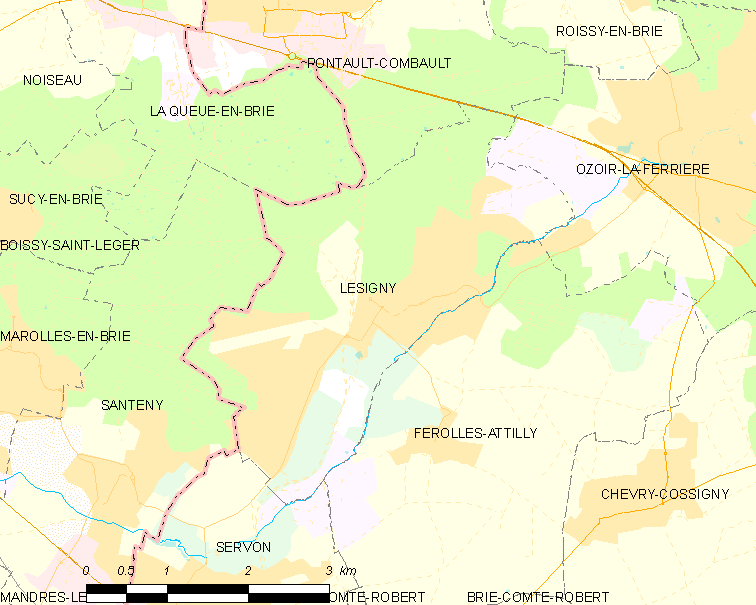
莱西尼的OSM定位图

莱西尼的时区为UTC+01:00、UTC+02:00（夏令时）。

## 行政
莱西尼的邮政编码为77150，INSEE市镇编码为77249。

## 政治
莱西尼所属的省级选区为奥祖瓦尔-拉费里耶尔县。

## 人口

1962-2008年间莱西尼人口变化图示

莱西尼于2022年1月1日时的人口数量为7015人。